# Waldolwisheim
Waldolwisheim en idioma francés y oficialmente, Wololse en idioma alsaciano, es una localidad y comuna francesa, situada en el departamento de Bajo Rin en la región de Alsacia.

## Demografía
| 461 | 465 | 465 | 562 | 562 | 530 |
| Para los censos de 1962 a 1999 la población legal corresponde a la población sin duplicidades (Fuente: INSEE [Consultar]) |     |     |     |     |     |